# The Heritage
O The Heritage foi uma competição de golfe no circuito europeu da PGA disputada uma única vez no sistema de jogo por tacadas de 72 buracos no Woburn Golf and Country Club próximo a Milton Keynes, Inglaterra. Foi patrocinada pelo International Management Group e oferecia o prêmio de 2.000.000 €. Quem venceu foi o sueco Henrik Stenson com 269 (–19) pontos em apenas 4 tacadas.

## Campeão
| Ano  | Campeão        | País   | Pontuação | Par | Margem    | Vice-campeão   |
| ---- | -------------- | ------ | --------- | --- | --------- | -------------- |
| 2004 | Henrik Stenson | Suécia | 269       | −19 | 4 tacadas | Carlos Rodiles |